# Nicolás Eduardo Castro
Nicolás Castro (Ranchos, Buenos Aires, Argentina; 11 de mayo de 1990) es un futbolista argentino. Juega como centrocampista en  San Martín de Tucumán, de la Primera Nacional.

## Trayectoria

### Inicios y préstamos
Llegó a Gimnasia y Esgrima La Plata en el 2004, con edad de Novena División. En 2009 fue cedido a Liniers. En agosto del 2012 es cedido a Juventud Unida de San Luis para disputar el Argentino A. 

### Union de Mar del Plata
En 2013 rescindió su contrato con Gimnasia y Esgrima La Plata y fichó por Unión de Mar del Plata para jugar el Torneo Argentino A.En Unión de Mar del Plata logró el ascenso al Nacional B, torneo el cual disputó en ese equipo en 2015.

### Club Crucero del Norte de Posadas
En el mes de diciembre de 2015 el jugador Nicolás Castro es contratado por 18 meses por el Club Crucero del Norte de Posadas, Misiones, donde es jugador titular del equipo que participa en el Nacional B.

### Quilmes
En agosto de 2017 firmó contrato en Quilmes disputando el torneo por la B Nacional por la temporada (2017-2018).

### Sarmiento de Junin
En la temporada 2018/2019 ficho por el verde.

### San Martín de Tucuman
En la temporada 2019/2020 ficho por el Ciruja.

### Arsenal de Sarandí
En la temporada 2020/2021 fue fichado por Arsenal.

### Patronato
En el año 2022 ficho por Patronato, ganando la Copa Argentina esd mismo año, siendo dirijido por Sava.

### Platense
En diciembre de 2022 es anunciado como nuevo refuerzo del Club Atlético Platense, luego de ser una pieza clave en la obtención de la Copa Argentina con Patronato.

### Atlético Tucuman
En el año 2024 ficho por el Decano, llendose al maximo rival de San Martin de Tucuman. Uno de sus mejores goles de su carrera lo marco en este club, el 16 de febrero de 2025 hizo un golazo al ángulo contra Talleres, en un partido de la Liga profesional de futbol Argentino que termino 1 a 1 en Córdoba.

## Estadísticas

### Clubes
Actualizado hasta su último partido disputado el 17 de agosto de 2025.
| Club                              | Div.          | Temporada     | Liga  | Liga  | Liga   | Copas nacionales | Copas nacionales | Copas nacionales | Torneos internacionales | Torneos internacionales | Torneos internacionales | Total | Total | Total  |
| Club                              | Div.          | Temporada     | Part. | Goles | Asist. | Part.            | Goles            | Asist.           | Part.                   | Goles                   | Asist.                  | Part. | Goles | Asist. |
| --------------------------------- | ------------- | ------------- | ----- | ----- | ------ | ---------------- | ---------------- | ---------------- | ----------------------- | ----------------------- | ----------------------- | ----- | ----- | ------ |
| Liniers de Bahía Blanca Argentina | 4.ª           | 2009-10       | 23    | 1     | 0      | —                | —                | —                | —                       | —                       | —                       | 23    | 1     | 0      |
| Liniers de Bahía Blanca Argentina | Total club    | Total club    | 23    | 1     | 0      | 0                | 0                | 0                | 0                       | 0                       | 0                       | 23    | 1     | 0      |
| Gimnasia y Esgrima (LP) Argentina | 2.ª           | 2011-12       | —     | —     | —      | 1                | 0                | 0                | —                       | —                       | —                       | 1     | 0     | 0      |
| Gimnasia y Esgrima (LP) Argentina | Total club    | Total club    | 0     | 0     | 0      | 1                | 0                | 0                | 0                       | 0                       | 0                       | 1     | 0     | 0      |
| Juventud Unida (SL) Argentina     | 3.ª           | 2012-13       | 9     | 0     | 0      | —                | —                | —                | —                       | —                       | —                       | 9     | 0     | 0      |
| Juventud Unida (SL) Argentina     | Total club    | Total club    | 9     | 0     | 0      | 0                | 0                | 0                | 0                       | 0                       | 0                       | 9     | 0     | 0      |
| C. A. Unión (MdP) Argentina       | 3.ª           | 2013-14       | 18    | 4     | 0      | —                | —                | —                | —                       | —                       | —                       | 18    | 4     | 0      |
| C. A. Unión (MdP) Argentina       | 3.ª           | 2014          | 11    | 0     | 0      | 1                | 0                | 0                | —                       | —                       | —                       | 12    | 0     | 0      |
| C. A. Unión (MdP) Argentina       | 2.ª           | 2015          | 39    | 4     | 1      | —                | —                | —                | —                       | —                       | —                       | 39    | 4     | 1      |
| C. A. Unión (MdP) Argentina       | Total club    | Total club    | 68    | 8     | 1      | 1                | 0                | 0                | 0                       | 0                       | 0                       | 69    | 8     | 1      |
| Crucero del Norte Argentina       | 2.ª           | 2016          | 20    | 1     | 1      | 1                | 0                | 0                | —                       | —                       | —                       | 21    | 1     | 1      |
| Crucero del Norte Argentina       | 2.ª           | 2016-17       | 36    | 6     | 2      | —                | —                | —                | —                       | —                       | —                       | 36    | 6     | 2      |
| Crucero del Norte Argentina       | Total club    | Total club    | 56    | 7     | 3      | 1                | 0                | 0                | 0                       | 0                       | 0                       | 57    | 7     | 3      |
| Quilmes A. C. Argentina           | 2.ª           | 2017-18       | 13    | 0     | 0      | —                | —                | —                | —                       | —                       | —                       | 13    | 0     | 0      |
| Quilmes A. C. Argentina           | Total club    | Total club    | 13    | 0     | 0      | 0                | 0                | 0                | 0                       | 0                       | 0                       | 13    | 0     | 0      |
| Sarmiento de Junín Argentina      | 2.ª           | 2018-19       | 27    | 2     | 0      | —                | —                | —                | —                       | —                       | —                       | 27    | 2     | 0      |
| Sarmiento de Junín Argentina      | Total club    | Total club    | 27    | 2     | 0      | 0                | 0                | 0                | 0                       | 0                       | 0                       | 27    | 2     | 0      |
| San Martín (T) Argentina          | 2.ª           | 2019-20       | 21    | 2     | 2      | 1                | 0                | 0                | —                       | —                       | —                       | 22    | 2     | 2      |
| Arsenal de Sarandí Argentina      | 1.ª           | 2020-21       | —     | —     | —      | 12               | 0                | 0                | —                       | —                       | —                       | 12    | 0     | 0      |
| Arsenal de Sarandí Argentina      | 1.ª           | 2021          | 23    | 0     | 0      | 10               | 0                | 3                | 8                       | 0                       | 3                       | 41    | 0     | 6      |
| Arsenal de Sarandí Argentina      | Total club    | Total club    | 23    | 0     | 0      | 22               | 0                | 3                | 8                       | 0                       | 3                       | 53    | 0     | 6      |
| C. A. Patronato Argentina         | 1.ª           | 2022          | 22    | 1     | 2      | 20               | 3                | 0                | —                       | —                       | —                       | 42    | 4     | 2      |
| C. A. Patronato Argentina         | Total club    | Total club    | 22    | 1     | 2      | 20               | 3                | 0                | 0                       | 0                       | 0                       | 42    | 4     | 2      |
| C. A. Platense Argentina          | 1.ª           | 2023          | 25    | 4     | 1      | 18               | 2                | 0                | —                       | —                       | —                       | 43    | 6     | 1      |
| C. A. Platense Argentina          | Total club    | Total club    | 25    | 4     | 1      | 18               | 2                | 0                | 0                       | 0                       | 0                       | 43    | 6     | 1      |
| Atlético Tucumán Argentina        | 1.ª           | 2024          | 11    | 0     | 0      | 15               | 0                | 1                | —                       | —                       | —                       | 26    | 0     | 1      |
| Atlético Tucumán Argentina        | 1.ª           | 2025          | 4     | 1     | 0      | —                | —                | —                | —                       | —                       | —                       | 4     | 1     | 0      |
| Atlético Tucumán Argentina        | Total club    | Total club    | 15    | 1     | 0      | 15               | 0                | 1                | 0                       | 0                       | 0                       | 30    | 1     | 1      |
| San Martín (T) Argentina          | 2.ª           | 2025          | 6     | 1     | 0      | 1                | 0                | 0                | —                       | —                       | —                       | 7     | 1     | 0      |
| San Martín (T) Argentina          | Total club    | Total club    | 27    | 3     | 2      | 2                | 0                | 0                | 0                       | 0                       | 0                       | 29    | 3     | 2      |
| Total carrera                     | Total carrera | Total carrera | 308   | 27    | 9      | 80               | 5                | 4                | 8                       | 0                       | 3                       | 396   | 32    | 16     |
| 1. 2.                             |               |               |       |       |        |                  |                  |                  |                         |                         |                         |       |       |        |

## Palmarés

### Títulos nacionales
| Título         | Club            | País      | Año  |
| -------------- | --------------- | --------- | ---- |
| Copa Argentina | C. A. Patronato | Argentina | 2022 |

### Otros logros
- Ascenso a la Primera B Nacional con Unión de Mar del Plata en 2014.